# Lampona terrors
Lampona terrors is een spinnensoort uit de familie Lamponidae. De soort komt voor in Queensland.